# 1994 en Norvège
Chronologie de la Norvège
- 1990
- 1991
- 1992
- 1993
- 1994
- 1995
- 1996
- 1997
- 1998

Cet article présente les faits marquants de l'année 1994 en Norvège ou relatifs à la Norvège.

## Gouvernance
- Harald V est roi de Norvège.
- Gro Harlem Brundtland est la cheffe du gouvernement norvégien.

## Événements
- 28 novembre : la Norvège refuse pour la seconde fois, par référendum, d'adhérer à l'Union Européenne[1].

## Sport
- Les Jeux olympiques d'hiver de 1994, officiellement connus comme les XVIIes Jeux olympiques d'hiver, ont lieu à Lillehammer en Norvège du 12 au 27 février 1994.
- Les Jeux paralympiques d'hiver 1994, VIe Jeux paralympiques d’hiver, se sont déroulés à Lillehammer en Norvège du 10 au 19 mars 1994.
- Les 4es Championnats d'Europe de natation en petit bassin, organisés par la LEN, se sont tenus à Stavanger (Norvège) du 3 au 4 décembre 1994.
- Les 3e Championnats du monde de semi-marathon ont eu lieu le 24 septembre 1994 à Oslo. 215 athlètes issus de 47 nations ont participé à l'évènement.